# Jou-sous-Monjou
Jou-sous-Monjou – miejscowość i gmina we Francji, w regionie Owernia-Rodan-Alpy, w departamencie Cantal.
Według danych na rok 1990 gminę zamieszkiwały 143 osoby, a gęstość zaludnienia wynosiła 23 osoby/km² (wśród 1310 gmin Owernii Jou-sous-Monjou plasuje się na 703. miejscu pod względem liczby ludności, natomiast pod względem powierzchni na miejscu 949.).